# Sender Medvedjek
Der Sender Medvedjek ist eine Sendeanlage für Hörfunk, die sich neben der Autobahn A2 in Slowenien befindet. Auf dem Sendergelände befinden sich zwei freistehende Stahlfachwerktürme, wovon einer zur Ausstrahlung des Radioprogramms genutzt wird.

## Frequenzen und Programme

### Analoger Hörfunk (UKW)
| Frequenz (MHz) | Programm | RDS PS   | RDS PI | Regionalisierung | ERP (kW) | Antennendiagramm rund (ND)/gerichtet (D) | Polarisation horizontal (H)/vertikal (V) |
| -------------- | -------- | -------- | ------ | ---------------- | -------- | ---------------------------------------- | ---------------------------------------- |
| 107,7          | Radio SI | RADIO_SI | 933A   | −                | 0,5      | D                                        | V                                        |